# Хрисополска епархия
Хрисополска епархия (на латински: Dioecesis Chrysopolitanus in Macedonia) е титулярна епископия на Римокатолическата църква с номинално седалище в македонския град Хрисополи (Саръшабан), днес Гърция. Епархията е подчинена на Филипийската архиепархия. Като титулярна епископия е установена в 1933 година.
Епархията вероятно е наследник на Амфиполската епархия след изоставянето на Амфиполис в VIII век. Епархията е спомената като подчинена на Филипийската в Notitia Episcopatuum, приписвана на император Лъв VI Философ от началото на X век.
Епископи
| Име  | Име     | Години                                              |
| ---- | ------- | --------------------------------------------------- |
| Йоан | Ιωάννης | споменат в 869, участник в Константинополския събор |

Титулярни епископи
| Име                    | Име                                     | Управление                         | Забележка             | Години                               |
| ---------------------- | --------------------------------------- | ---------------------------------- | --------------------- | ------------------------------------ |
| Луи-Мари-Жозеф д'Юсту  | Louis-Marie-Joseph de Courrèges d’Ustou | 16 ноември 1935 - 8 септември 1947 | в епископ на Монтобан | 25 март 1894 – 11 май 1979           |
| Флоренсио Санс Еспарса | Florencio Sanz Esparza                  | 4 март 1948 – 27 декември 1987     |                       | 23 февруари 11890 – 27 декември 1987 |